# Mugurel Semciuc
Mugurel Semciuc (Suceava, 24 de janeiro de 1998) é um remador romeno, medalhista olímpico.

## Carreira
Semciuc conquistou a medalha de prata nos Jogos Olímpicos de Verão de 2020 em Tóquio com a equipe da Romênia no quatro sem masculino, ao lado de Mihăiță Țigănescu, Ștefan Berariu e Cosmin Pascari, com o tempo de 5:43.13.